# مارسيل نينو
مارسيل فيكتور نينو (بالعبرية: מרסל ניניו‏) أو فيكتورين نينو (1929-2019) يهودية مصرية، ولاعبة كرة سلة، وعميلة للموساد الإسرائيلي، أحد أفراد الوحدة 131 التي شاركت عام 1954 في «عملية سوزانا»، والتي اشتهرت فيما بعد بفضيحة لافون.

## سيرتها
ولدت مارسيل في 5 نوفمبر عام 1929 في القاهرة لعائلة يهودية، والدها فرّ من بلغاريا قبل الحرب العالمية الأولى، ووالدتها من تركيا. توفي والدها وعمرها 10 سنوات، والتحقت في طفولتها بعدد من المدارس، واحدة منها يهودية وأخرى تديرها راهبات كاثوليك، وأتقنت اللغتين الإنجليزية والفرنسية، ولعبت كرة السلة حيث شاركت في الألعاب الأولمبية عام 1948 كمواطنة مصرية.

## عملها مع الموساد
في عام 1951، تم تعيين المقدم «موردخاي بن تسور» مسؤولا عن الوحدة 131، وقام بتجنيد أبراهام دار ضابط المخابرات الإسرائيلي، حيث سافر إلى مصر ودخلها بجواز سفر لرجل أعمال بريطاني تحت اسم «جون دارلينغ». كانت مهمة أبراهام تجنيد الشباب للوحدة 131 في القاهرة، وعن طريق أحد أصدقائها تعرفت إلى شخص جمعها بأبراهام، وتم تجنيدها للعمل تحت غطاء سكرتيرة تعمل لدى دار عند أبراهام، حيث وُظِفت سكرتيرة بدوام جزئي، في حين أن دورها كان التواصل بين خلايا الوحدة السرية في القاهرة والإسكندرية. وكانت المرأة الوحيدة في هذه الوحدة التي ضمت 13 يهوديا مصريا. وكان اسمها الشفري «كلود». وكان هدف هذه الخلية تقويض حكم الملك فاروق بسبب معاداته لإسرائيل، وكانت مارسيل على علاقة بضباط الجيش المصري في آواخر حكم الملك فاروق، واستمرت هذه الخلية حتى بعد سقوط حكمه.

## عملية سوزانا
في عام 1954، وبعد تولي الجيش السلطة في مصر، شعرت إسرائيل بالقلق من احتمال قيام السلطة الجديدة بتأميم قناة السويس، وإغلاق هذا الطريق التجاري المهم بالنسبة لها، فبدأت العمل مع الوحدة 131 من أجل زعزعة الأوضاع في مصر، حيث كانت مهمة الوحدة تفجير القنابل في عدد من الأماكن في محاولة لإقناع أمريكا وبريطانيا بعدم قدرة السلطة الجديدة حماية مصالحهما، وإقناع بريطانيا إبقاء قواتها المتمركزة في قناة السويس. وفي يوليو 1954 قامت الوحدة بزرع قنابل في مكتب البريد في الإسكندرية، والمكتب الثقافي الأمريكي في كل من القاهرة والإسكندرية، وفشلت محاولة تفجير دار سينما في الإسكندرية بسبب اشتعال المادة المتفجرة في جيب العميل المكلف بتنفيذ المهمة، وتم القبض عليه وعلى آخرين، مما جعل مارسيل تشعر بالقلق، فهربت من القاهرة إلى رأس البر. وأطلق على هذه العملية اسم سوزانا، ولكنها لم تحدث تغيير في السياسة الغربية تجاه مصر.

## اعتقالها ومحاكمتها
بعد هربها في أوائل أغسطس 1954 وأثناء تواجدها في الفندق تم استدعاؤها عبر مكبر صوت لتلقي مكالمة هاتفية، وعند توجهها لتلقي المكالمة تم اعتقالها ونقلها للقاهرة، وبدأت عملية المحاكمة في أواخر عام 1954 في القاهرة، وانتهت في أوائل عام 1955 حيث أدين المتهمون، وحُكم على اثنين منهم بالإعدام، والباقين بالسجن المؤبد، بينما حُكم على مارسيل بالسجن مدة 15 عاما.

## فضيحة لافون
بعد محاكمة المتهمين، في عملية سوزانا، صرح رئيس الوزراء الإسرائيلي في ذلك الوقت موشيه شاريت أنه لم يكن يعلم بالأمر، وعُقب المحاكمة استقال وزير الدفاع بنحاس لافون مُدعيا أنه أيضا لم يكن على علم بالعملية، إلا أن الكولونيل بنيامين غيبلي مدير الاستخبارات العسكرية الإسرائيلية وقتها، أكد أنه تلقى أوامره من لافون. وفي أواخر عام 1960ظهرت فضيحة سوزانا مجددا، واستمرت في العام التالي عندما استقال ديفيد بن غوريون رئيس الوزراء في ذلك الوقت (لفترة وجيزة) لخلافه مع تقرير للجنة وزارية برأت لافون من الاتهامات الموجهة له بإصدار أوامر التفجيرات. وأُطلق على فضيحة سوزانا في إسرائيل اسم «فضيحة لافون» و«العمليات القذرة».

## الإفراج عنها
في عام 1968، تم الإفراج عنها في صفقة تبادل بين الإسرائيليين والمصريين، حيث تم إطلاق سراح مارسيل وعدد من العملاء الإسرائيليين مقابل عدد من الأسرى المصريين في حرب عام 1967. وفي عام 2005، مُنحت مع اثنين من زملائها في الوحدة 131 هما روبرت داسا ومائير زافران رتبا عسكرية في الجيش الإسرائيلي تقديراً لخدماتهم التي قدموها لإسرائيل. حيث صرح الجنرال موشيه يعلون رئيس الأركان الإسرائيلي حينئذٍ في مراسم منحهم الرتب: «هذه عدالة تاريخية لأولئك الذين أرسلوا في مهمة نيابة عن الدولة ليصبحوا ضحايا لفضيحة سياسية معقدة».

## زواجها
بعد عودتها إلى إسرائيل في 1968 واستقرارها، درست اللغة العبرية والأدب الإنجليزي بجامعة تل أبيب، وتزوجت عام 1971 من إيلي بوغر، وحضر زواجها كل من وزير الدفاع الإسرائيلي آنذاك موشيه دايان وجولدا مائير رئيسة الوزراء الإسرائيلية السابقة حفل زفافها. وكتبت مائير عنها تقول: «كان لدى نينو جهاز راديو ترانزيستور غير قانوني كانت تستمع عبره للأخبار، وقبل نومها تنصت للإذاعة الإسرائيلية لتستمع للنشيد الوطني الإسرائيلي هاتكفاه».

## وفاتها
توفيت في 23 أكتوبر 2019 عن عمر يناهز 90 عاما، وحضر تأبين الجنازة رئيس جهاز الموساد يوسي كوهين.

## اُنظر أيضًا
- فضيحة لافون.